# Casa Maria del Mas
La Casa Maria del Mas és una obra modernista de la Galera (Montsià) inclosa a l'Inventari del Patrimoni Arquitectònic de Catalunya.

## Descripció
Casa pairal de caràcter urbà, amb ordre reticular a les obertures. Es compon de planta baixa més dos plantes amb balcons. A la planta baixa hi ha un accés central per al magatzem a sobre del qual es pot observar en relleu a la llinda de pedra la data de 1909 i les inicial GF. Un altre accés lateral permet pujar a l'habitatge de les plantes superiors. L'esgrafiat de la façana pretén simular un tancament de carreus. La coberta és de terrat a la catalana a la part del carrer Major i teula a la part posterior. L'estat de conservació és molt bo.